# Milan Govaers
Milan Govaers (Wilrijk, 23 maart 2004) is een Belgisch voetballer die sinds 2023 onder contract ligt bij Slovan Liberec.

## Carrière
Govaers genoot zijn jeugdopleiding bij Ternesse VV Wommelgem, Beerschot AC, RSC Anderlecht, PSV en KV Oostende. In de zomer van 2022 mocht Govaers het seizoen 2022/23 voorbereiden met de A-kern van laatstgenoemde club. Op 29 oktober 2022 maakte hij zijn profdebuut in het shirt van KV Oostende: op de vijftiende competitiespeeldag liet trainer Yves Vanderhaeghe hem in de 4-2-nederlaag tegen Club Brugge in de 85e minuut invallen voor Brecht Capon. Govaers zou dat seizoen geen kansen meer krijgen bij de eerste ploeg van KV Oostende, die op het einde van het seizoen uit de Jupiler Pro League degradeerde. Govaers zette daarop zijn carrière verder bij het Tsjechische Slovan Liberec.

## Clubstatistieken
| Seizoen         | Club             | Land              | Competitie      | Competitie | Competitie | Beker | Beker | Supercup | Supercup | Europees | Europees | Totaal | Totaal |
| Seizoen         | Club             | Land              | Competitie      | Wed.       | Dlp.       | Wed.  | Dlp.  | Wed.     | Dlp.     | Wed.     | Dlp.     | Wed.   | Dlp.   |
| --------------- | ---------------- | ----------------- | --------------- | ---------- | ---------- | ----- | ----- | -------- | -------- | -------- | -------- | ------ | ------ |
| 2022/23         | KV Oostende      | Vlag van België   | Eerste klasse A | 1          | 0          | 0     | 0     | —        | —        | —        | —        | 1      | 0      |
| 2023/24         | Slovan Liberec B | Vlag van Tsjechië | ČFL             | 14         | 0          | —     | —     | —        | —        | —        | —        | 6      | 0      |
| Carrière totaal | Carrière totaal  | Carrière totaal   | Carrière totaal | 15         | 0          | 0     | 0     | 0        | 0        | 0        | 0        | 15     | 0      |

Bijgewerkt op 5 maart 2024.